# ...Encontrei
…Encontrei é o terceiro álbum de estúdio a solo da cantora popular portuguesa Suzana.

Foi lançado no ano 2004 pela editora Espacial.
Contém 10 faixas, tendo sido uma produção de Ricardo Landum com Tony Carreira como co-produtor.
Os três primeiros temas ("Quando a noite vem", "Tudo tem um fim e um adeus"  e o dueto "O 1º grande amor" com Tony Carreira) seriam escolhidos para fazer parte da primeira compilação a solo da cantora, O Melhor, lançada em 2009.
O tema "O anjo que eu era" é uma versão de uma música já editada em 1998 no álbum Sonhador, Sonhador de Tony Carreira.

## Faixas
| N.º | Título                                                          | Duração |  |
| 1.  | "Quando a noite vem" (Tony Carreira / Francis Cabrel)           |         |  |
| 2.  | "Tudo tem um fim e um adeus" (Ricardo / Ricardo, Tony Carreira) |         |  |
| 3.  | "O 1º grande amor" (Ricardo, dueto com Tony Carreira)           |         |  |
| 4.  | "Do outro lado do amor" (Ricardo / Tony Carreira, Ricardo)      |         |  |
| 5.  | "Dono do meu tempo" (Ricardo)                                   |         |  |
| 6.  | "Se estás comigo" (Ricardo)                                     |         |  |
| 7.  | "Por te amar assim (demais)" (Ricardo / Ricardo, Tony Carreira) |         |  |
| 8.  | "Eterna apaixonada, eterna apaixonada" (Ricardo)                |         |  |
| 9.  | "O que tu quiseres" (Ricardo)                                   |         |  |
| 10. | "O anjo que eu era" (Ricardo / Tony Carreira)                   |         |  |